# Berestove, Novomîkolaiivka
Berestove (în ucraineană Берестове) este un sat în comuna Storciove din raionul Novomîkolaiivka, regiunea Zaporijjea, Ucraina.

## Demografie
Componența lingvistică a localității Berestove
     Ucraineană (92,11%)
     Rusă (7,89%)
Conform recensământului din 2001, majoritatea populației localității Berestove era vorbitoare de ucraineană (92,11%), existând în minoritate și vorbitori de rusă (7,89%).